# Орпаз, Ицхак
Ицхак Орпаз (при рождении Авербух, с 1982 года — Авербух-Орпаз, ивр. יצחק אוורבוך-אורפז‎; 15 октября 1921 или 1923, Зиньков — 14 августа 2015) — израильский писатель, поэт и переводчик, редактор. Писал на иврите.

## Биография
В 1927 году семья покинула СССР и поселилась в Липканах (Бессарабия), где он окончил школу. В 1938 году он самостоятельно переехал в подмандатную Палестину, поселился в Магдиэле[. В годы Второй мировой войны служил составе Еврейской бригады в британской армии в Европе; оставшиеся в Бессарабии родители и сестра были убиты в 1942 году. В 1946 году он демобилизовался из британской армии и вернулся в Палестину. Служил в артиллерии во время Войны за независимость (1948). Дебютировал рассказом в военной газете в 1949 году, тогда же сменил фамилию с Авербух на Орпаз.
Изучал философию и литературу на иврите в Тель-Авивском университете. После 13 лет службы в израильской армии устроился редактором ночных новостей в газете «Аль ха-Мишмар». Первая книга прозы «Дикая трава» вышла в 1959 году. Опубликовал ряд романов, повести и рассказы, автобиографическую прозу, а также сборник стихов. В 1970-е годы также переводил с идиша и в 1982 году вновь поменял фамилию на Авербух-Орпаз.

## Награды
- Лауреат премии Бялика (1986)[7].
- Лауреат Премии Израиля по литературе за 2005 год.